# 비임균성 요도염
비임균성 요도염(非淋菌性尿道炎, NGU, Non-gonococcal urethritis)은 임질균에 의한 감염을 제외한 다른 원인에 의한 요도염이다.
의사들은 치료 목적 상, 감염성 요도염을 임질에 인한 임균성 요도염과 비임균성 요도염의 두 가지 범주로 분류한다.

## 증상
요도염의 증상에는 배뇨 시 통증 또는 타는 듯한 느낌(배뇨 장애) 등이 느껴진다. 남성의 경우, 소변을 볼 때 타거나 아프고 가려움증, 자극 등이 느껴진다. 여성의 경우, 소변을 볼 때 질에서 분비물이 나타나고, 화끈거리거나, 통증이 있거나, 항문이나 구강 감염, 복통, 비정상적인 질 출혈 등이 나타나는데, 이 증상과 같은 증상은 골반염까지 감염이 진행된 징후일 수 있다.
비임균성 요도염은 이 병에 걸린 사람의 음경, 질 또는 항문에 의해 그곳들을 만짐으로써 전염된다.

## 원인
비임균성 요도염에는 많은 원인이 있다. Ureaplasma urealyticum와 Mycoplasma genitalium가 일반적인 비임균성 요도염의 원인이다.

### 세균
비임균성 요도염의 가장 흔한 세균성 원인은 Chlamydia trachomatis이다. 그러나 Ureaplasma urealyticum, Haemophilus vaginalis, Mycoplasma genitalium, Mycoplasma hominis, Gardnerella vaginalis, Acinetobacter lwoffi, Ac.calcoclaceticus, E.coli에 의해서도 감염될 수 있다.

### 바이러스
단순포진바이러스, 아데노바이러스, 사이토메갈로바이러스가 주된 원인이다.

### 진균
Candida Albicans에 의해 감염된다.

### 기생 생물
기생 생물의 원인으로는 Trichomonas vaginalis가 있다.

### 비감염적 방법
비임균성 요도염은 요도의 손상(요로 카테터 또는 방광경으로 인한) 또는 자극적인 화학 물질(방부제 또는 일부 살정제)에 의해 발생될 수 있다.

## 진단
현미경으로 요도 분비물의 그람 염색을 통해 임질 유무를 쉽게 확인할 수 있다.

## 치료
치료는 균주에 따라 적절한 항생제의 처방으로 치료한다.
비임균성 요도염의 경우 그 원인이 다양하기 때문에, 초기 치료에는 클라미디아에 효과적인 항생제(독시사이클린)를 사용한다. 또한 비임균성 요도염에 감염된 환자와 성적 접촉을 한 사람 역시 치료해야 한다. 비임균성 요도염에 감염된 여성은 골반염을 일으킬 수 있기 때문에 증상이 지속되면 비뇨기과 및 산부인과 전문의의 추가 진료가 필요하다.
비임균성 요도염을 치료하지 않고 방치하면 전립선염, 부고환염, 불임의 합병증이 발생할 수도 있다. 성 행위 중에 콘돔을 사용하면 감염 가능성이 크게 줄어든다.  

## 같이 보기
- 세균성 질염